# Acambay
Acambay pertence à Região Atlacomulco, é um dos municípios localizados ao noroeste do Estado de México, no México.

## Demografia
| Localidade                | Povoação |
| Total Município           | 60 918   |
| Pueblo Nuevo              | 4 422    |
| Acambay de Ruiz Castañeda | 4 077    |
| Detiña                    | 2 453    |
| Ganzda                    | 2 433    |
| San Francisco Shaxni      | 2 211    |
| San Pedro de los Metates  | 2 048    |
| Puntecitas                | 1 851    |
| Tixmádeje Chico           | 1 377    |
| La Caridad                | 1 340    |
| Santa María la Loma       | 1 274    |
| Boshindo                  | 1 153    |
| Santa María Tixmádeje     | 1 152    |
| Doxteje                   | 1 121    |
| Pathé                     | 1 114    |

## Governo e política
| Prefeito                              | Periodo   |
| ------------------------------------- | --------- |
| Jesús Sergio Alcántara Núñez          | 2000-2003 |
| Fernando Valentín Valencia            | 2003-2006 |
| Ariel Peña Colín                      | 2006-2009 |
| Salvador Navarrete Cruz               | 2009-2012 |
| Irineo Ruíz González                  | 2013-2015 |
| Ma. del Carmen Magdalena Peña Mercado | 2016-2018 |
| Esperanza González Martinez           | 2019-2021 |